# Кегельбан
Кегельбан (також відомий як боулінг із дев'ятьма кеглями, кегель або кегельн) — гра в боулінг із дев'ятьма кеглями, у яку грають переважно в Європі, де щороку проводяться чемпіонати.
Доріжки для кегельбану найчастіше зустрічаються в Австрії, Чехії, Словаччині, Бельгії, Німеччині, Люксембурзі, Нідерландах, Естонії, Швейцарії, Сербії, Словенії, Хорватії, Польщі, Північній Македонії, Угорщині, Бразилії та Ліхтенштейні.
Загалом в Європі на сьогодні приблизно 130 000 гравців.
В англомовних країнах, домінує боулінг з десятьма кеглями (зародився у Сполучених Штатах), а споруди для боулінгу з дев'ятьма кеглями є рідкістю, хоча він залишається популярним у таких областях, як долина Баросса в штаті Південна Австралія, через те що багато Німців оселилися там 19 сторіччі.

## Європейська версія

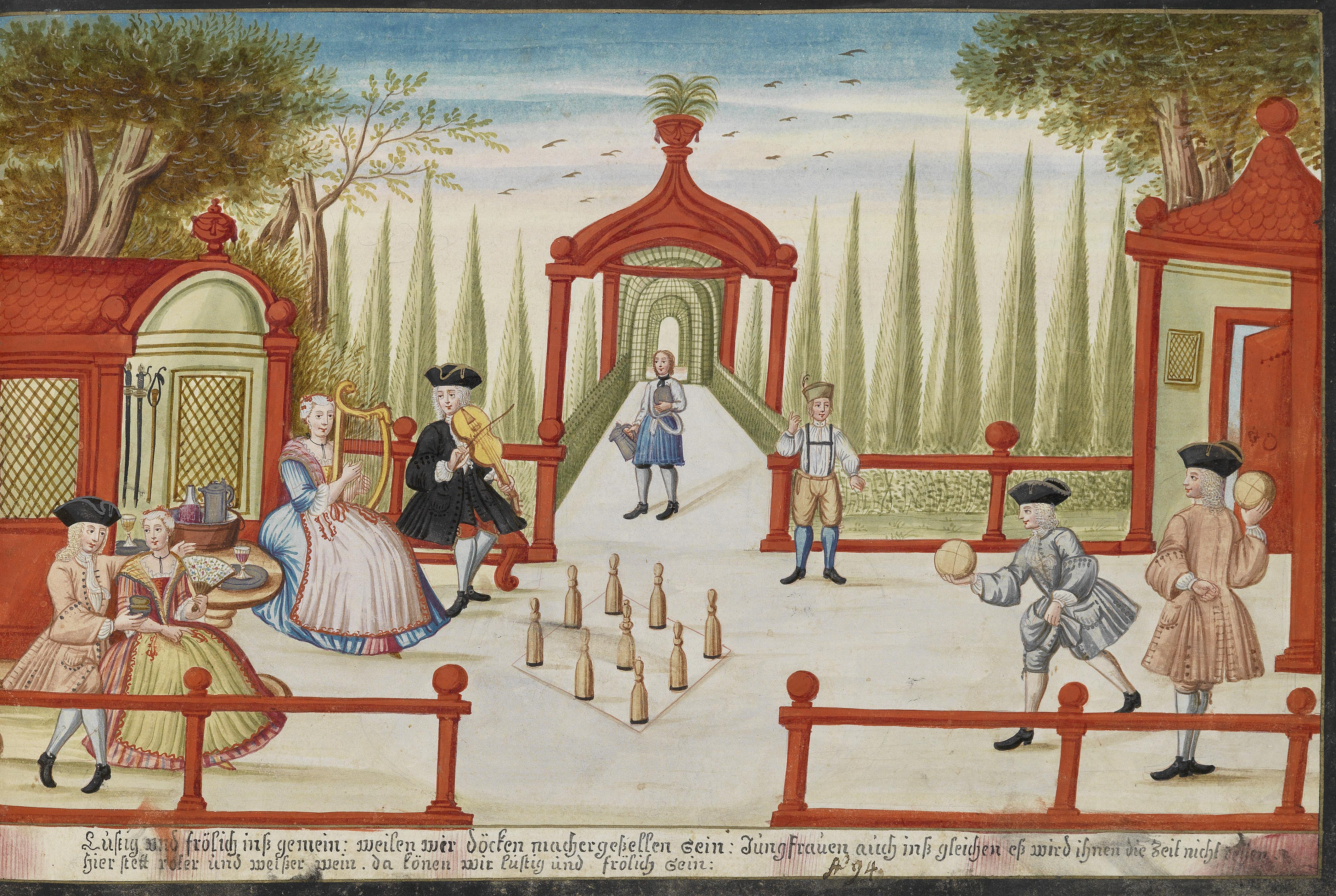
«Музика та боулінг» (1736) Йоганна Франца Германншпергера (нар. 1710 — помер невідомо)

### Обладнання

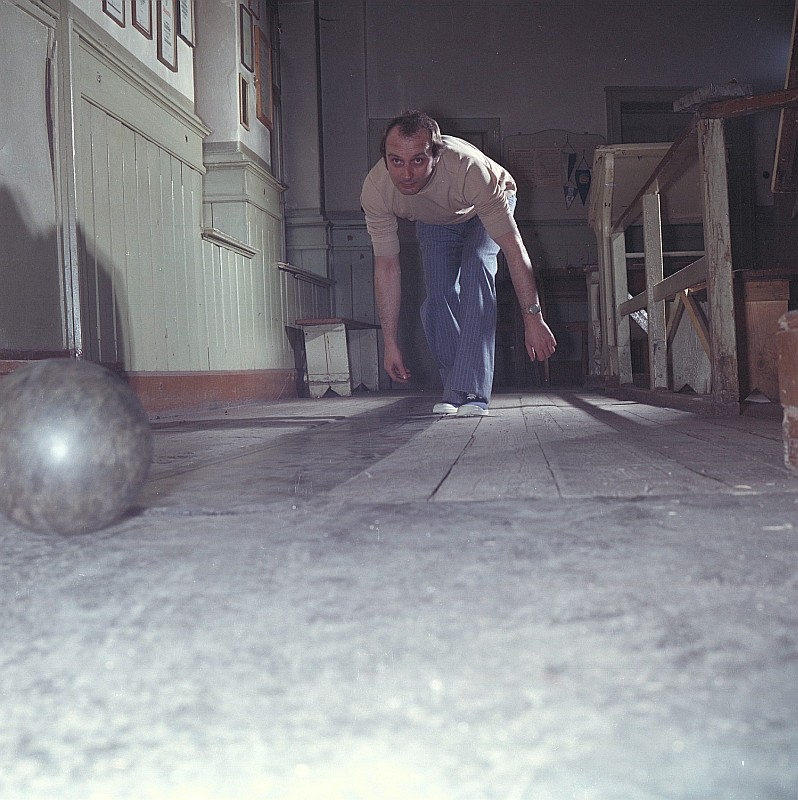
Боулер у східній Німеччині, 1976 рік

Процес гри відбувається за рахунок того що треба прокотити м'яч доріжкою до дев'яти кеглів. Існує три варіанти форми доріжки:
- Класична - доріжки завдовжки 19,5 м (64 фут) та в ширину 1,3 м (4,3 фут) ширина не змінна по всій довжині. Їх також називають «асфальтом», оскільки історично цей матеріал використовувався для покриття смуг. Це найпоширеніший варіант, який використовується на більшості міжнародних змагань.
- Бохл (нім. «дошка») — довжина доріжки 23,5 м (77 фут), а ширина 35 см. Злегка вигнута та нахилена вгору до кеглів. Такий вид доріжки зустрічається переважно регіонально, найбільш поширено у північно-східній Німеччині. Назва відноситься до дерев'яних дощок, які спочатку використовувалися для формування смуги.
- Шере (нім. «ножиці») — довжина доріжки 18 м (59 фут). Доріжки з початку має ширину з 35 см, широка злегка вигнута, подібна до Бохл, але має трапецієподібну площу, починаючи з 9,5 м (31 фут), доріжка розширюється на всю ширину кегельної колоди, нагадуючи закриті ножиці. Цей варіант також поширен лише в деяких регіонах, найбільш популярний на північному заході Німеччини та прилеглих частинах Нідерландів.

Дев'ять кеглів розташовані у формі квадрата, діагональ якого збігається з віссю доріжки.
Сучасні кегельбани використовують кегельний автомат, який підіймає кеглі, з'єднані мотузкою зверху, та опускає їх назад у квадратну форму для наступного кидка.
Кеглі мають вагу приблизно 1,3 кг (2,9 фунт).
Діаметри м'яча 16 см (6,3 дюйм) вага приблизно 2,85 кг (6,3 фунт). (Для молодших гравців або початківців м'яч менший і становить в діаметрі 14 см (5,5 дюйм), а важить 1,9 кг (4,2 фунт).)
На відміну від м'яча, який використовується для боулінгу з десятьма кеглями, не має отворів для пальців, хоча є. також спеціальні м'ячі з двома отворами для пальців, призначені для гравців-початківців і любителів.

### Рахунок
В процесі гри треба зробити 120 кидків через чотири доріжки. Кожен гравець виконує 30 кидків на кожній доріжці. Кеглі відновлюють свої положення після кожного кидка протягом перших 15 кидків, а під час наступних 15 кидків лише після того, як усі кеглі були збиті. Після 30 кидків на кожній доріжці гравці переходять на наступну доріжку праворуч (тобто після перших 30 кидків гравці міняються доріжками один біля одного, а потім після 90 кидків переходять через одну доріжку і далі гра іде як вищезазначено) до завершення матчу.

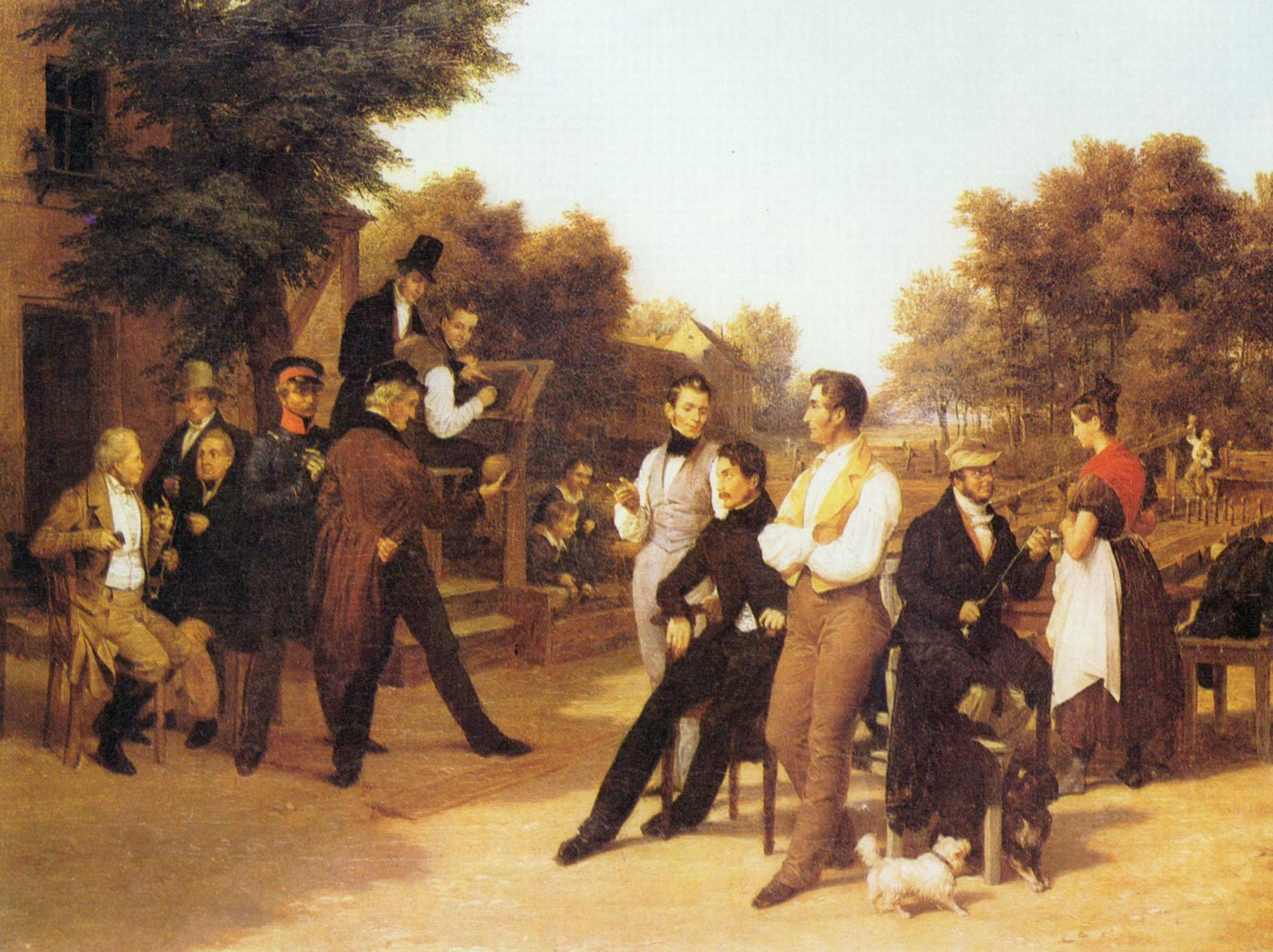
Історичне зображення боулінгу з дев'ятьма кеглями Фрідріха Едуарда Мейєрхайма (1834)

Матчі можуть проводитися окремими гравцями, де загальним переможцем стає гравець, який набрав найбільшу кількість кеглів після того коли зіграв на всіх 4-х доріжках (120 кидків).
Також можна грати командою, вона складається з мінімум 7 гравців (в основному 8), чотири гравці починають матч, продовж гри можна зробити дві заміни. Гравці змагаються один з одним за командні очки. Гравець, який вибиває більше кеглів на доріжці, отримує один сет-пойнт (кожен гравець отримує пів очка за нічию). Гравець, який має більше сет-пойнтів після того, як зіграно на всіх чотирьох доріжках, отримує командне очко. Якщо після гри на кожній із чотирьох доріжок кожен має по два сет-пойнти, гравець із більшою загальною кількістю кеглів отримує командне очко. Якщо у них однакова кількість кеглів, кожна команда отримує половину командного очка. Потім гравці замінюються з членами команди суперника і можуть грати знову. Команда, яка набере більше командних очок після того, як усі суперники побували в парах, виграє матч. Матчі можуть закінчуватися внічию.
Ігри в лізі організовуються Всесвітньою асоціацією боулінгу з дев'ятьма кеглями. Національні чемпіонати проводяться в багатьох країнах.

### Світові рекорди
Оновлено 10 червня 2019 р.
| Конкуренція               | Чоловіки  | Чоловіки                                                                                         | Чоловіки       | Чоловіки         | Чоловіки         | жінки     | жінки                                                                                    | жінки          | жінки            | жінки            |
| Конкуренція               | Результат | спортсмен                                                                                        | Національність | Дата             | Місцезнаходження | Результат | спортсмен                                                                                | Національність | Дата             | Місцезнаходження |
| ------------------------- | --------- | ------------------------------------------------------------------------------------------------ | -------------- | ---------------- | ---------------- | --------- | ---------------------------------------------------------------------------------------- | -------------- | ---------------- | ---------------- |
| Самостійно (1x120)        | 738       | Чонгор Барандж                                                                                   | Сербія         | 27 жовт. 2021 р  | Тарново Підгурне | 687       | Інес Маричич                                                                             | Хорватія       | 26 травня 2019 р | Рокичани         |
| Команда (6x120)           | 4140      | Роберт Ернєші, Ігор Ковачич, Вільмош Заварко, Радован Влажков, Чонгор Барандж, Адріян Лончаревич | Сербія         | 27 жовт. 2021 р  | Тарново Підгурне | 3830      | Саскія Зейц, Уте Беккерт, Даніела Кікер, Урсула Циммерман, Сімона Бадер, Корінна Кастнер | Німеччина      | 22 травня 2009 р | Деттенхайм       |
| Спринт (2x20)             | 250       | Ігор Ковачич                                                                                     | Сербія         | 21 травня 2014 р | Брно             | 238       | Беата Влодарчик                                                                          | Польща         | 25 травня 2016 р | Новиград         |
| Комбінація (1x120 + 2x20) | 955       | Тамаш Кісс                                                                                       | Угорщина       | 24 травня 2014 р | Брно             | 890       | Ясміна Анджелкович                                                                       | Сербія         | 26 травня 2018 р | Клуж             |

## Американська версія

### Витоки

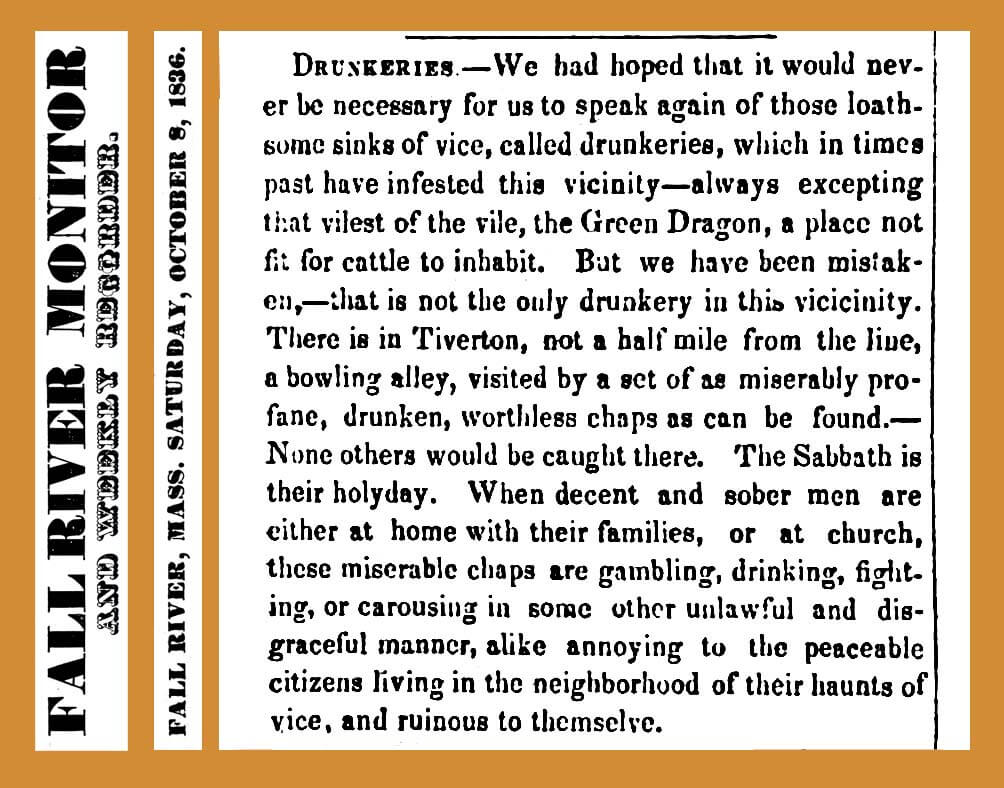
Ця стаття 1836 року зображувала доріжки для боулінгу як розвагу для «п’яниць», які «відвідувала група жалюгідно непристойних, п’яних, нікчемних хлопців, яких тільки можна знайти».

Газета 1838 року описує, що боулінг з 10-ю кеглями було створено, щоб уникнути закону Балтімора, який забороняє грати в боулінг з дев'ятьма кеглями. 
Стандартизовані правила та організація гри з дев'ятьма кеглями були розроблені Американським конгресом боулінгу в 1895 році.
Дев'ять кеглів були найпопулярнішою формою боулінгу в більшій частині Сполучених Штатів з колоніальних часів до 1830-х років, коли кілька міст Сполучених Штатів заборонили боулінг з дев'ятьма кеглями через моральну паніку через нібито руйнування трудової етики, азартних ігор, та організовану злочинність. Можливо, що боулінг з десятьма кеглями був винайдений для того, щоб відповідати букві цих законів.
Сьогодні боулінг з дев'ятьма кеглями майже зник з території Сполучених Штатів, за винятком Техасу, де до 1837 року доріжки для дев'яти кеглів були достатньо численними. Замість заборони Перший Конгрес Республіки Техас вирішив обкласти їх щорічним податком у розмірі 150 доларів США (еквівалент $3,880 станом на 2022 рік), і відтоді всі форми боулінгу залишаються законними та підлягають оподаткуванню на території штату Техас.
До Першої світової війни більшість техаських боулінг-закладів, як приватних, так і комерційних, змінили на десятикегельні. Проте дев'ятишпилькові залишалися популярними в переважно німецьких громадах, таких як Фредеріксбург, Нью-Браунфелс і Булверді. Також в 1950-х роках впровадження повністю автоматизованого обладнання для встановлення шпильок не змусило більшість із них зробити зміни.
Ті боулінги, які все ще віддавали перевагу дев'яти кеглям, потім переїхали до дев'ятикегельних клубів у невеликі віддалені громади округів Бексар, Комал і Гвадалупе.

### Обладнання
В американський варіант боулінгу з дев'ятьма кеглями грають на тій самій доріжці, що й у звичайний боулінг із десятьма кеглями.
Відмінністю є відсутність автоматичного пінсеттера та електронної системи підрахунку очок. Обидва вони виконуються вручну, подібно до того, як грали в боулінг на початку 20 століття.
Зазвичай доріжка має суху поверхню (без олії) або рідко змащена олією під час «домашнього кидка», що дозволяє гравцям викидати хук так само як у боулінгу з десятьма кеглями. Кеглі, які використовуються в техаській версії гри з дев'ятьма кеглями, мають ті самі розміри, що й кеглі, які використовуються в грі з десятьма кеглями, а гравці використовують м'ячі з десятьма кеглями, у яких просвердлені отвори для пальців і великих пальців.

### Рахунок
Підрахунок очок у дев'ятикегельних також відрізняється. Кожен кидок починається зі всіма кегелями. Якщо гравець збиває всі дев'ять кеглів, це означає, що цей гравець отримує оцінку 9, обведену колом. Якщо гравець збиває всі кеглі, окрім центральної, це означає, що цей гравець отримує 12 балів, обведених колом. Якщо кидок гравця не приносить ані «9», ані «12» очок, цей кидок позначають як «-» (тире) або «√» (галочка), які не дають значення балів.
Єдиним винятком із цього є останній м'яч, закинутий останнім гравцем. Цей боулер отримає кредит за кількість збитих кеглів. Наприклад, якщо останній гравець викинув свою другу кулю, та три кеглі залишаються на місці (шість збитих кеглів), цей гравець отримає кредит за ці шість кеглів, незалежно від того, збив він ці шість кеглів чи ні. Оскільки гравці в боулінг стикаються з кеглями, які залишили їхні товариші по команді, кращими є ті команди, у яких є комбінація гравців, які можуть вдарити в лівий бік, вдарити в правий бік або можуть «кинути рингери». Це створює спеціалізації гравців. Досвідчений капітан команди може відправляти гравців у порядку, який максимізує їхній успіх.